# Marie Logoreci
Marie Logoreci, geb. Maria Çurçia (* 23. September 1920 in Shkodra; † 19. Juni 1988 in Tirana) war eine albanische Film- und Theaterschauspielerin und Sängerin. Sie war zudem eine Pionierin des albanischen Kinos.

## Leben
Maria war die Tochter des Handwerkers Palok Çurçia. Ihre Mutter Roza war Hausfrau.
Çurçia trat bereits im Schultheater auf, zudem sang sie, wobei sie sich auf der Mandoline oder Gitarre begleitete, und zeichnete. Sie besuchte das Gymnasium, lernte Italienisch und Serbokroatisch und beschäftigte sich mit den Traditionen, Volksmärchen und Liedern Nordalbaniens sowie mit der Folklore des Landes. Im Alter von 17 Jahren zog sie dauerhaft nach Tirana.
Ab 1945 sang sie bei Radio Televizioni Shqiptar und bei Konzerten in Albanien und unternahm als Solistin des Nationalchores Tourneen ins Ausland. 1947 begann ihre Tätigkeit am Volkstheater (heute Teatri Kombëtar).
Sie heiratete den Wirtschaftswissenschaftler Kolë Logoreci, der während seines Studiums in Wien hobbymäßig Geige spielte und Mitglied der Gesellschaft der Musikfreunde in Wien war. Er war Leiter der Abteilung für das Staatsbudget im Finanzministerium und wurde mit dem Skanderbeg-Orden ausgezeichnet.
Marie Logoreci starb 1988 in ihrem Haus in Tirana.

## Künstlerische Laufbahn
Logorecis künstlerische Laufbahn begann 1945 als Solo-Sängerin für Radio Tirana, wo sie Volkslieder aus Shkodra und Mittelalbanien sang. Während dieser Zeit absolvierte sie ein einjähriges Gesangsstudium in Tirana bei der Sopranistin Jorgjia Filçe-Truja (Volkskünstlerin Albaniens). Marie Logoreci trat bei Konzerten in Albanien und Bulgarien auf. In den Jahren 1945–1947 sang sie ungefähr 100 verschiedene Lieder bei Radio Tirana.
1947 war sie eine prominente Sängerin des Nationalchors und gab Konzerte in Albanien und im Ausland. Im selben Jahr wurde ihr eine Stelle als Schauspielerin am Volkstheater in Tirana angeboten. Ihre erste Rolle war die Elmira in Molières Komödie Tartuffe.
Als Schauspielerin hatte sie ein breit gefächertes Rollenspektrum und spielte im Theater zahlreiche Hauptrollen. Sie war außerdem eine Pionierin des albanischen Kinos. Der erste Film, bei dem sie mitwirkte, war Der große Kämpfer Albaniens, Skanderbeg, eine sowjetisch-albanische Koproduktion. Anschließend spielte sie im ersten albanischen Kurzfilm Ihre Kinder, in Tana und in weiteren Filmen des Kinostudios Shqipëria e Re sowie im albanischen Fernsehen.

## Filmographie
- 1953: Der große Kämpfer Albaniens, Skanderbeg (Luftëtari i madh i Shqipërisë Skënderbeu)
- 1957: Ihre Kinder (Fëmijët e saj)
- 1958: Tana (Tana)
- 1963: Sonderauftrag (Detyrë e posaçme)
- 1964: Unser Land (Toka jonë)
- 1966: Stürme an der Küste (Oshëtimë në bregdet)
- 1969: Guerillaeinheit (Njësiti guerril)
- 1973: Operation Feuer (Operacioni Zjarri)
- 1976: Der General der toten Armee (Gjenerali i Ushtrisë së Vdekur), Telefilm nach dem Roman von Ismail Kadare
- 1978: Aus der Mitte der Dunkelheit (Nga mesi i errësirës)
- 1978: Toast in meiner Hochzeit (Dollia e dasmës sime)
- 1979: Das kleine Team (Çeta e vogël)

## Theater (Auswahl)
- 1947: Tartuffe (Tartufi) – Elmira
- 1947: Die russische Frage (Çështja ruse) – Jessie
- 1949: Tiefe Wurzeln (Rrënjë të thella) – Alisa Lengton
- 1950: Die Handlung von Sträflingen (Komplloti i të dënuarve) – Christina Padera
- 1950: Halili und Hajrija (Halili and Hajria) – Fatima
- 1952: Sechs Liebhaber (Gjashtë dashnorët) – Alyona Patrovna
- 1952: Der Revisor (Revizori) – Frau Lukitsch
- 1954: Unser Land (Toka Jonë) – Loke
- 1957: Kabale und Liebe (Intrigë e dashuri) – Frau Milford
- 1958: Sieben Hochländer (Shtatë Shaljanët) – Tringa
- 1960: Hamlet (Hamleti) – Gertrude, Königin von Dänemark
- 1961: Bernarda Albas Haus (Shtëpia e Bernarda Albës) – Bernarda Alba
- 1962: Die Moral von Frau Dulska (Morali i zonjës Dulska) – Tadrahova
- 1966: Die große Mauer (Muri i madh) – Mutter Jun
- 1966: Përkolgjinajt (Përkolgjinajt) – Mara
- 1967: Drita (Drita) – Manushaqja, unter der Regie von Kujtim Spahivogli und Marie Logoreci
- 1967: Bergmädchen (Cuca e maleve) – Prenda
- 1968: Jedermanns Dach (Çatia e të gjithëve) – La vieille dame
- 1977: Die große Flut (Përmbytja e madhe) – Gjela

## Auszeichnungen und Ehrentitel
- 1961: Verdienter Künstler (Artiste e Merituar)
- 1969: Ehrenorden Naim Frashëri (Urdhri "Naim Frashëri")
- 1975: Volkskünstler Albaniens (Artiste e Popullit)
- 2015: Ehrenorden der Nation (Nderi i Kombit)